# Batalla de Fort Duquesne

La batalla de Fort Duquesne fue un enfrentamiento militar que forma parte de la guerra franco-india y tuvo lugar el 14 de septiembre de 1758. Fue parte de la expedición de John Forbes, con la que el ejército británico pretendía expulsar a los franceses del territorio del Ohio. La expedición contaba con 6.000 hombres reclutados en Pensilvania y Virginia. George Washington era quien estaba al mando de los milicianos de Virginia.

## La Batalla de Fort Duquesne

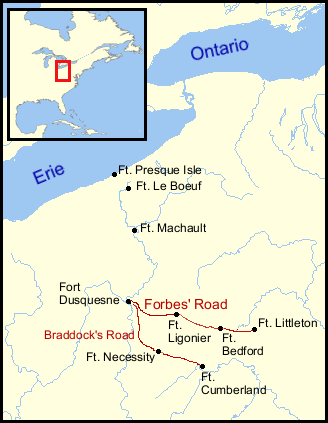
Mapa de la expedición de Forbes

El 14 de septiembre de 1758 el mayor James Grant dirigió a 750 hombres hacia Fort Duquesne en una misión de reconocimiento nocturna. Este grupo iba de avanzadilla de la expedición de Forbes. Durante el reconocimiento, Grant ordenó a los gaiteros que tocasen sus instrumentos, mientras se acercaban al fuerte. Cuando estaban cerca ordenó preparar una emboscada compuesta por 250 hombres, mientras enviaba a otros 100 a eliminar a las tropas que estuvieran fuera del fuerte. Alarmado por el sonido de las gaitas, el capitán francés François-Marie Le Marchand envió a 500 hombres, la mayor de ellos aliados nativos a atacar a las tropas enemigas. Repetidamente atacaron al ejército británico, el cual, sintiéndose rodeado luchó desesperadamente. Sin embargo no les causaron demasiado daño ya que los franceses atacaban desde detrás de los árboles. Cien milicianos pensilvanos desertaron en el primer momento, dejando solo a un grupo de virginianos que luchó hasta que fue obligado a retirarse. Grant fue capturado.

## Consecuencias
Pese a esta aplastante victoria francesa, que casi aniquiló un regimiento entero de highlanders escoceses, el comandante de Lignery comprendió que su ejército, formado en gran parte por una alianza de indios, no podría defenderse del grueso del ejército de 6.000 hombres que se acercaba. Los franceses permanecieron en Fort Duquesne hasta el 26 de noviembre, día en que lo abandonaron y quemaron.
Cuando los británicos llegaron al lugar donde antes estaba el fuerte se encontraron un paisaje desolador. Los indios habían cortado y empalado la cabeza de la mayoría de los highlanders, con sus kilts bajo los palos.
Los británicos reconstruyeron el fuerte y lo llamaron Fort Pitt en honor al primer ministro William Pitt. En aquel lugar crecería posteriormente la ciudad de Pittsburgh.